# Malta International 2024
Die Malta International 2024 im Badminton fanden vom 4. bis zum 7. April 2024 in Cospicua statt.

## Medaillengewinner
| Disziplin    | Gold                                  | Silber                           | Bronze                         |
| ------------ | ------------------------------------- | -------------------------------- | ------------------------------ |
| Herreneinzel | Collins Valentine Filimon             | Wolfgang Gnedt                   | Muh Azahbru Kasra              |
| Herreneinzel | Collins Valentine Filimon             | Wolfgang Gnedt                   | Valentin Singer                |
| Dameneinzel  | Aurelia Salsabila                     | Frederikke Lund                  | Lucie Krulová                  |
| Dameneinzel  | Aurelia Salsabila                     | Frederikke Lund                  | Floriane Nurit                 |
| Herrendoppel | Torjus Flåtten Vegard Rikheim         | Matteo Massetti David Salutt     | Lorrain Joliat Patrick Zbinden |
| Herrendoppel | Torjus Flåtten Vegard Rikheim         | Matteo Massetti David Salutt     | Robin Harper Harry Wakefield   |
| Damendoppel  | Anna-Sofie Nielsen Frederikke Nielsen | Sofie Moesgaard Anne Mouritsen   | Ana Caballero Elena Payá       |
| Damendoppel  | Anna-Sofie Nielsen Frederikke Nielsen | Sofie Moesgaard Anne Mouritsen   | Polina Tkach Ulyana Volskaya   |
| Mixed        | Viacheslav Yakovlev Polina Tkach      | Oliver Skovbo Anna-Sofie Nielsen | Jaume Perez Claudia Leal       |
| Mixed        | Viacheslav Yakovlev Polina Tkach      | Oliver Skovbo Anna-Sofie Nielsen | David Salutt Martina Corsini   |